# Ivankî, Pohrebîșce
Ivankî (în ucraineană Іваньки) este un sat în comuna Starostînți din raionul Pohrebîșce, regiunea Vinnița, Ucraina.

## Demografie
Componența lingvistică a localității Ivankî
     Ucraineană (100%)
Conform recensământului din 2001, toată populația localității Ivankî era vorbitoare de ucraineană (100%).